# Partecipanti al Giro d'Italia 1950
Elenco dei partecipanti al Giro d'Italia 1950.
Il Giro d'Italia 1950 fu la trentatreesima edizione della corsa. Alla competizione presero parte 15 squadre, ciascuna delle quali composta da sette corridori, per un totale di 105 ciclisti. La corsa partì il 24 maggio da Milano e terminò il 13 giugno a Roma; in quest'ultima località portarono a termine la competizione 75 corridori.

## Corridori per squadra
Nota: R ritirato, NP non partito, FT fuori tempo massimo.
| Bianchi          | Bianchi            | Bianchi          | Atala      | Atala             | Atala      | Cimatti | Cimatti              | Cimatti |
| ---------------- | ------------------ | ---------------- | ---------- | ----------------- | ---------- | ------- | -------------------- | ------- |
| 1                | Fausto Coppi       | R 9ª             | 36         | Vito Ortelli      | R 3ª       | 71      | Danilo Barozzi       | R 13ª   |
| 2                | Désiré Keteleer    | 42º              | 37         | Luigi Casola      | 70º        | 72      | Dino Rossi           | 31º     |
| 3                | Oreste Conte       | 64º              | 38         | Luciano Pezzi     | 8º         | 73      | Ezio Cecchi          | 17º     |
| 4                | Serse Coppi        | 60º              | 39         | Guido De Santi    | 50º        | 74      | Pietro Giudici       | 10º     |
| 5                | Andrea Carrea      | 69º              | 40         | Armando Peverelli | 37º        | 75      | Oliviero Tonini      | 65º     |
| 6                | Ettore Milano      | 51º              | 41         | Valeriano Zanazzi | 68º        | 76      | Guido Cavalli        | R 12ª   |
| 7                | Fiorenzo Crippa    | 54º              | 42         | Widmer Servadei   | 57º        | 77      | Bruno Pasquini       | 20º     |
| Bartali          | Bartali            | Bartali          | Ganna      | Ganna             | Ganna      | Helyett | Helyett              | Helyett |
| 8                | Gino Bartali       | 2º               | 43         | Nedo Logli        | R 9ª       | 78      | Apo Lazaridès        | 34º     |
| 9                | Mario Gestri       | 75º              | 44         | Aldo Bini         | R 14ª      | 79      | Lucien Teisseire     | R 13ª   |
| 10               | Giovanni Corrieri  | 67º              | 45         | Angelo Fumagalli  | 36º        | 80      | Lucien Lazaridès     | R 6ª    |
| 11               | Mario Baroni       | 35º              | 46         | Vittorio Seghezzi | R 16ª      | 81      | Pierre Cogan         | R 11ª   |
| 12               | Attilio Lambertini | 62º              | 47         | Donato Zampini    | 14º        | 82      | Nello Lauredi        | 15º     |
| 13               | Angelo Brignole    | 66º              | 48         | Giovanni Meazzo   | R 14ª      | 83      | Émile Teisseire      | R 9ª    |
| 14               | Bruno Giannelli    | 59º              | 49         | Luciano Chiti     | R 15ª      | 84      | José Beyaert         | 72º     |
| Wilier Triestina | Wilier Triestina   | Wilier Triestina | Fréjus     | Fréjus            | Fréjus     | Arbos   | Arbos                | Arbos   |
| 15               | Fiorenzo Magni     | 6º               | 50         | Ferdi Kübler      | 4º         | 85      | Fritz Schär          | 11º     |
| 16               | Antonio Bevilacqua | 29º              | 51         | Jean Goldschmit   | 40º        | 86      | Renzo Zanazzi        | 48º     |
| 17               | Egidio Feruglio    | 61º              | 52         | Silvio Pedroni    | 7º         | 87      | Bruno Pontisso       | R 9ª    |
| 18               | Adolfo Grosso      | 63º              | 53         | Giuseppe Doni     | 58º        | 88      | Livio Isotti         | R 8ª    |
| 19               | Selvino Selvatico  | R 9ª             | 54         | Franco Fanti      | 56º        | 89      | Leo Castellucci      | 30º     |
| 20               | Giuseppe Molinari  | R 9ª             | 55         | Armando Barducci  | 16º        | 90      | Sergio Pagliazzi     | 28º     |
| 21               | Tino Ausenda       | R 17ª            | 56         | Antonio Covolo    | 71º        | 91      | Enzo Coppini         | R 10ª   |
| Legnano          | Legnano            | Legnano          | Bottecchia | Bottecchia        | Bottecchia | Benotto | Benotto              | Benotto |
| 22               | Adolfo Leoni       | R 16ª            | 57         | Giulio Bresci     | 9º         | 92      | Aldo Ronconi         | 13º     |
| 23               | Pasquale Fornara   | 12º              | 58         | Alfredo Pasotti   | 21º        | 93      | Umberto Drei         | R 9ª    |
| 24               | Virgilio Salimbeni | 23º              | 59         | Serafino Biagioni | R 14ª      | 94      | Aldo Tosi            | R 15ª   |
| 25               | Renzo Soldani      | 32º              | 60         | Dino Ottusi       | 44º        | 95      | Valerio Bonini       | 26º     |
| 26               | Luciano Frosini    | R 3ª             | 61         | Giacomo Zampieri  | 19º        | 96      | Giorgio Cargioli     | R 13ª   |
| 27               | Giuseppe Minardi   | 55º              | 62         | Mario Fazio       | 47º        | 97      | Annibale Brasola     | 52º     |
| 28               | Giorgio Albani     | 46º              | 63         | Marcello Paglieri | 73º        | 98      | Alberto Ghirardi     | 43º     |
| Taurea           | Taurea             | Taurea           | Viscontea  | Viscontea         | Viscontea  | Guerra  | Guerra               | Guerra  |
| 29               | Luciano Maggini    | 5º               | 64         | Jean Robic        | R 13ª      | 99      | Marcel Dupont        | R 13ª   |
| 30               | Alfredo Martini    | 3º               | 65         | André Brulé       | 33º        | 100     | Olimpio Bizzi        | 53º     |
| 31               | Giancarlo Astrua   | 25º              | 66         | Mario Ricci       | R 10ª      | 101     | Hugo Koblet          | 1º      |
| 32               | Vincenzo Rossello  | 27º              | 67         | Primo Volpi       | 38º        | 102     | Gottfried Weilenmann | 45º     |
| 33               | Vittorio Rossello  | 24º              | 68         | Mario Vicini      | 18º        | 103     | Pino Cerami          | R 3ª    |
| 34               | Franco Franchi     | 22º              | 69         | Nello Sforacchi   | 39º        | 104     | Leo Weilenmann       | 74º     |
| 35               | Ugo Fondelli       | 49º              | 70         | Dante Rivola      | R 13ª      | 105     | Fausto Marini        | 41º     |

### Legenda
| Legenda     | Legenda | Legenda      | Legenda                                                  |
| ----------- | --- | ------------ | -------------------------------------------------------- |
| Dorsale     | Dorsale di partenza del ciclista | Posizione    | Posizione finale nella classifica generale               |
| Maglia rosa | Indica il vincitore della classifica generale                                                                                        | Maglia verde | Indica il vincitore della classifica dei GPM             |
| Maglia nera | Indica l'ultimo in classifica generale                                                                                               |              |                                                          |
|             | |              |                                                          |
| NP          | Indica un ciclista che non è ripartito in una tappa la mattina                                                                       | R            | Indica un ciclista che si è ritirato in una tappa        |
| FTM         | Indica un ciclista che ha concluso una tappa fuori tempo, ossia ha impiegato più tempo rispetto a quanto stabilito dal tempo massimo | EX           | Corridore escluso per non aver rispettato il regolamento |

## Corridori per nazione
Le nazionalità rappresentate nella manifestazione sono 5; in tabella il numero dei ciclisti suddivisi per la propria nazione di appartenenza:
| Numero corridori | Nazione     |
| ---------------- | ----------- |
| 88               | Italia      |
| 9                | Francia     |
| 5                | Svizzera    |
| 2                | Belgio      |
| 1                | Lussemburgo |